# Lucas Materot
Lucas Materot est un maître écrivain français, qui publie au début du XVIIe siècle.

## Biographie
Né vers 1560 en Bourgogne, il s'établit à Avignon où il est maître d'écriture. Paillasson souligne qu'il apparaît avoir été un homme d'esprit et cultivé, également musicien, à qui de nombreux poètes ont dédié des vers louangeurs.
On connaît de lui un portrait gravé par Matthaeus Greuter, avec son anagramme Lucas Materotius / Est calamo virtus.
Mediavilla souligne l'influence importante et prolongée de ce maître dans sa discipline, notamment pour avoir déterminé le modèle de la lettre italienne bastarde.

## Œuvres gravées

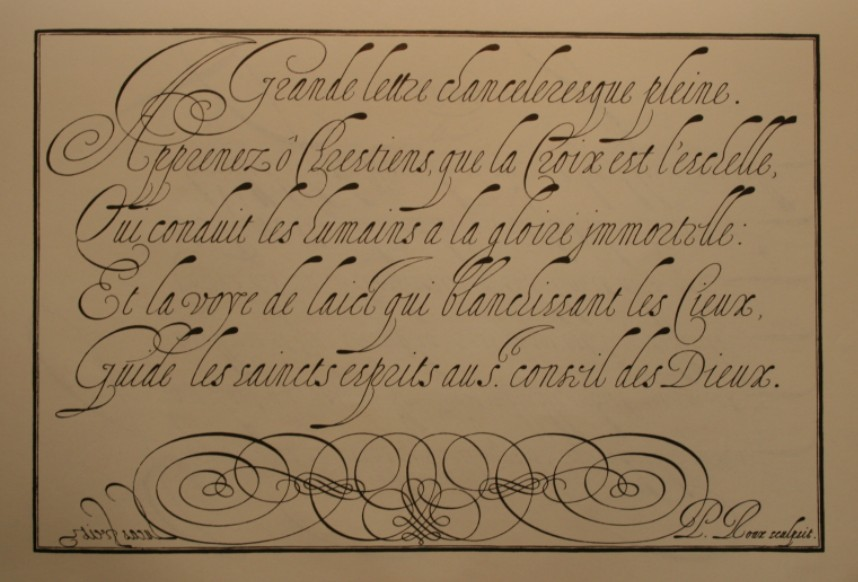
La Grande lettre chanceleresque pleine de Materot, 1608.

- Les Œuvres de Lucas Materot, Bourguignon français, citoyen d'Avignon, où l'on comprendra facilement la manière de bien et proprement escrire facilement toute sorte de lettre italienne selon l'usage de ce siècle.... Avignon : Jean Bramereau, 1608. 4° obl., 47 ou 54 planches gravées par Matthaeus Greuter et P. Roux. Ouvrage dédié à la Reine Marguerite et gravé avec une finesse remarquable. Cat. Destailleur no 847, Becker 1997 no 76. Exemplaires à Chicago NL, Cambridge (MA) HUL, Paris BNF, Avignon BM, Rouen BM. Deux planches repr. dans Jessen 1936 pl. 165 et 172. Deux planches reproduites dans Mediavilla 1993, p. 236-237.
- Ouvrage réémis en 1628 à Paris par A. de Vanconsains, et dédié à François Brulart, abbé de La Pélisse. (Paris BnF).